# Berceni (Ilfov)
Pour les articles homonymes, voir Berceni.
Berceni est une commune du județ d'Ilfov en Roumanie.